# 제임스 윌슨 (1742년)

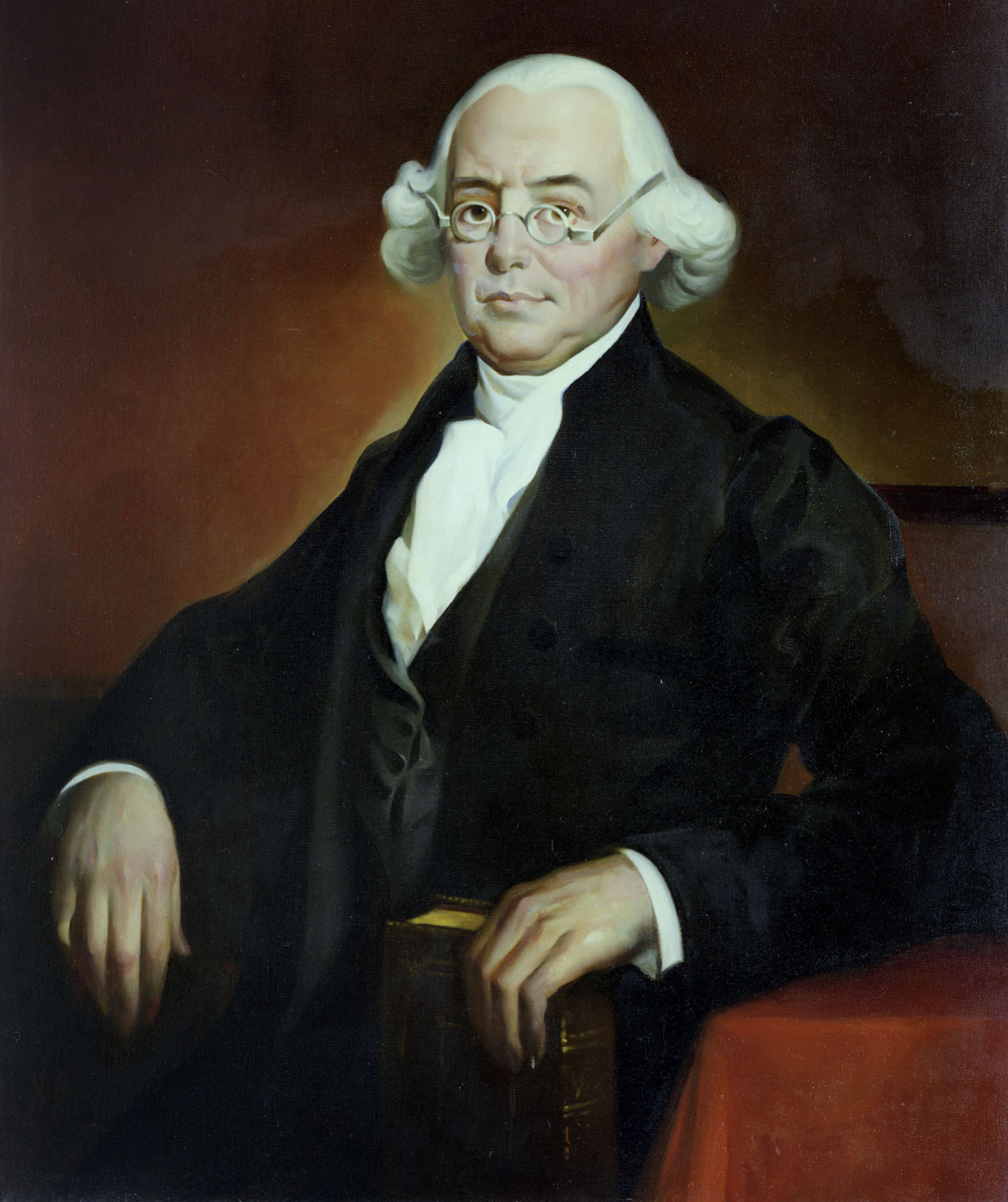
제임스 윌슨의 초상화

제임스 윌슨(James Wilson; 1742년 9월 14일 - 1798년 8월 21일)은 미국의 건국 아버지의 한 명으로 독립선언서의 서명자이다.
펜실베이니아주의 대표로 미국의 헌법의 기초문서의 작성자이다. 조지 워싱턴에 의해 미국의 대법원장에 최초로 임명된 6명 중의 한명이다.
스코틀랜드에서 태어나서 1766년에 미국으로 이민을 왔으며 필라델피아 대학교에서 교사를 하였다.